# Eddy Gragus
Eddy Gragus (* 15. Februar 1968 in Boulder) ist ein ehemaliger US-amerikanischer Radrennfahrer und nationaler Meister im Radsport.

## Sportliche Laufbahn
Gragus war im Straßenradsport aktiv. Von 1995 bis 2002 war er Berufsfahrer. 1994 siegte er in der Jugoslawien-Rundfahrt als erster Fahrer aus den Vereinigten Staaten. 1996 gewann er die US Pro Championship (die offenen US-amerikanischen Meisterschaften, auch Philadelphia International Cycling Classic) vor Roberto Gaggioli. 1995 holte er einen Etappensieg in der Polen-Rundfahrt (10. Gesamtrang), 1996 in der Rutas de America und in der Tour of China, 1997 bei den Redlands Classics, 1999 im Coors Classic, 2000 im Fitchburg Longsjo Classic. 2003 gewann er die Estes Cycling Challenge Colorado mit zwei Tageserfolgen. 1997 wurde er Zweiter im Cascade Classic, 1999 im Killington Stage Race und im First Union Classic, 2000 im Fitchburg Longsjo Classic, 2001 im Sea Otter Classic.
Die Vuelta a España 1997 fuhr er für das Radsportteam US Postal, beendete die Rundfahrt jedoch nicht.